# Cabanas de Viriato
Cabanas de Viriato ist eine Gemeinde (Freguesia) im portugiesischen Kreis Carregal do Sal. In ihr leben 1457 Einwohner (Stand 19. April 2021). Aristides de Sousa Mendes (1885–1954) ist hier geboren und aufgewachsen, bevor er als Konsul in Bordeaux Zehntausende vor dem Holocaust rettete.

## Geografie
Cabanas de Viriato liegt im bergigen Hinterland Mittelportugals, zwischen der Serra do Caramulo und der Serra da Estrela. Es ist etwa zehn Kilometer von der südwestlich gelegenen Kreisstadt Carregal do Sal und etwa 30 Kilometer von der nördlich gelegenen Distrikthauptstadt Viseu entfernt.

## Geschichte
Funde von Grabstätten belegen eine menschliche Besiedlung im Gemeindegebiet bis ins 4. Jahrtausend vor Christus. 
Auf Initiative u. a. von César de Sousa Mendes, Zwillingsbruder von Aristides de Sousa Mendes und Minister unter dem Salazar-Regime, erhielt der Ort, der vorher nur Cabanas (dt.: Hütten) hieß, den offiziellen Namenszusatz de Viriato (dt.: des Viriathus). Er soll erinnern an Viriathus (180–139 v. Chr.), dem erfolgreichen Anführer des Widerstands der Lusitaner gegen die römischen Invasoren, der möglicherweise hier geboren wurde und hier lebte.

## Verwaltung
Die Gemeinde besteht aus zwei Ortschaften:
- Cabanas de Viriato
- Laceiras

## Verkehr
Der Ort liegt an der Autobahn A35 und ist ein Haltepunkt der Linha da Beira Alta, dessen Bahnhof etwas außerhalb des Ortes liegt.

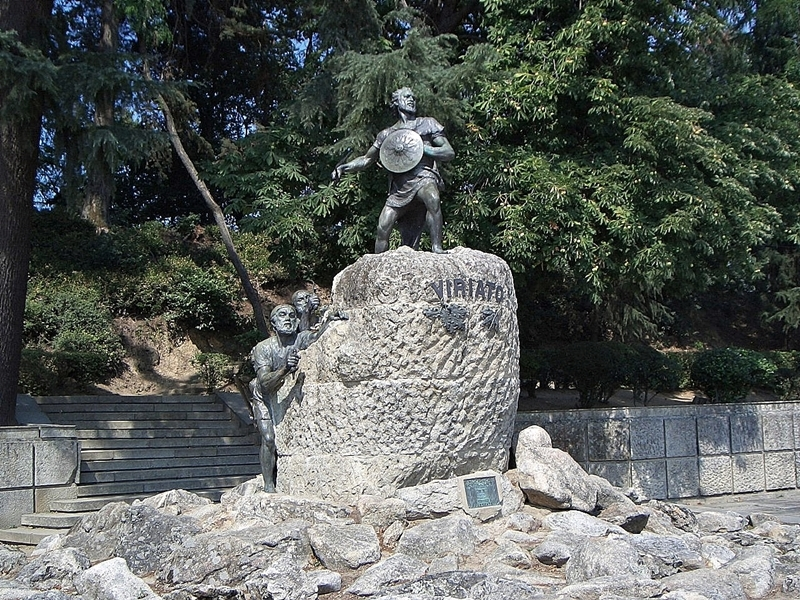
Denkmal für Viriathus bei Viseu

## Kultur, Sport und Sehenswürdigkeiten
Neben zwei Kirchen und einem weiteren Herrenhaus, steht mit der Casa do Passal ein Herrenhaus aus dem 19. Jahrhundert im Ort unter Denkmalschutz. Dieses ist heute auch als Casa do Dr. Aristides de Sousa Mendes (dt.: Haus des Dr. Aristides de Sousa Mendes) bekannt und ist Ziel verschiedener Initiativen zur weiteren Aufwertung des Gebäudes und der damit verbundenen Erinnerung an seinen berühmtesten Bewohner.
Im Gemeindegebiet befindet sich mit dem Monumento Megalítico de Cabanas de Viriato (dt.: megalithisches Monument von Cabanas de Viriato) eine archäologische Ausgrabungsstätte, in denen u. a. Überreste von Dolmen und einem Hügelgrab gefunden wurden.
Überregional bekannt sind außerdem die traditionellen Karnevalsfeiern in Cabanas, jährlich im Februar.
Die 1872 gegründete musikalische Vereinigung Sociedade Filarmónica de Cabanas de Viriato ist ein bedeutender kultureller Motor der Gemeinde, insbesondere durch seine Musikschule, seine Theatergruppe, seinen Chor, seine Gruppen für Volkstanz und für moderne Tänze. Zudem sind Sportvereine und eine Jäger- und Anglervereinigung im Ort aktiv, ebenso eine Freiwillige Feuerwehr.

## Söhne und Töchter
- Luís António de Soveral Tavares (1800–1884), Jurist und Aktivist der portugiesischen liberalen Revolution.
- Silvério Augusto de Abranches Coelho e Moura (1813–1896), Akteur im Miguelistenkrieg und Funktionär der Progressiven Partei Portugals.
- Aristides de Sousa Mendes (1885–1954), ein Gerechter unter den Völkern (rettete als portugiesischer Konsul in Bordeaux tausenden Juden das Leben)

## Lokale Verbände
- Cabanas de Viriato:
  - Associação do Carnaval de Cabanas de Viriato;
  - Sociedade Filarmónica de Cabanas de Viriato; 
  - Associação Humanitária dos Bombeiros Voluntários de Cabanas de Viriato; 
  - Clube de Caça e Pesca de Cabanas de Viriato;
  - Associação Festas da Vila de Cabanas de Viriato;
  - Sport Cabanas de Viriato e Benfica;
  - Fundação Aristides de Sousa Mendes;
  - Centro Social Elisa Barros Silva;

- Laceiras:
  - Associação Recreativa Cultural e Desportiva das Laceiras;

- Lokale Verbände, die nicht mehr existieren:
  - Associação de Cabanas de Viriato, gegründet am 17. April 1971 von Adelino Soares, António Pais Ruiva, José Pereira Dias e José Manuel Bernardes. Der Sitz dieser Vereinigung befand sich in der Rua Correia Teles in Lissabon und wurde zu Beginn des 21. Jahrhunderts abgeschafft.
  - Grupo Desportivo das Laceiras.